# 甲府市立朝日小学校
甲府市立朝日小学校（こうふしりつ あさひしょうがっこう）は、山梨県甲府市塩部1丁目にある公立小学校。

## 沿革
- 1925年（大正14年）
  - 2月16日 - 校名を甲府市立朝日尋常高等小学校と定める。
  - 4月1日 - 開校。
- 1926年（大正15年）11月3日 - 校舎落成祝賀式挙行。
- 1937年（昭和12年）4月1日 - 男女高等小学校の独立により、甲府市立朝日小学校と改称。
- 1941年（昭和16年）4月1日 - 国民学校令により、甲府市立朝日国民学校と改称。
- 1948年（昭和23年）2月17日 - 校内放送を完備。
- 1950年（昭和25年）2月16日 - 創立25周年記念式と増築4教室落成式を挙行。
- 1957年（昭和32年）10月7日 - 給食室増築完成。
- 1960年（昭和35年）3月16日 - 図書館増築完成。
- 1962年（昭和37年）7月7日 - プールが完成。
- 1965年（昭和40年）2月16日 - 創立40周年記念式挙行。
- 1966年（昭和41年）3月11日 - 校舎改築工事・北館が完成。
- 1967年（昭和42年）1月23日 - 校舎改築工事・中館が完成。
- 1968年（昭和43年）
  - 3月25日 - 校舎改築工事・南館が完成。
  - 7月4日 - 各教室に親子テレビ設置・校内放送施設・テレビ放送施設完備。
- 1970年（昭和45年）
  - 5月28日 - 校舎改築工事・特別教室5教室完成。
  - 9月7日 - 校庭西隅に築山を造成・遊具を設備。
- 1973年（昭和48年）
  - 1月29日 - 給食棟の調理室を完成。
  - 4月1日 - 特殊学級（観察学級）1学年開級。
- 1975年（昭和50年）2月26日 - 創立50周年記念式典挙行。
- 1976年（昭和51年）
  - 3月6日 - 交通安全宣言校となる。
  - 7月21日 - 体育館建設着工。
  - 9月6日 - 留守家庭児童会開級式挙行。
- 1979年（昭和54年）
  - 1月25日 - 岩石園の造成。
  - 8月10日 - 自転車置場の設置。
- 1981年（昭和56年）2月25日 - 校歌碑設置。
- 1982年（昭和57年）3月5日 - 校歌額を屋体に設置。
- 1984年（昭和59年）
  - 3月25日 - 卒業記念小鳥小屋を設置。
  - 4月1日 - 青少年赤十字（JRC）研究推進校の指定を受ける。
- 1986年（昭和61年）2月15日 - 創立60周年記念式典挙行。
- 1988年（昭和63年）
  - 3月20日 - 体育倉庫工事完了。
  - 6月1日 - 「朝日甲文館」開館。
- 1989年（平成元年）
  - 1月31日 - 2階渡り廊下・非常階段完成。
  - 8月3日 - 中館4教室床・音楽室床絨毯、貼替工事完了。
  - 9月29日 - 防火用貯水槽完成及び下水道工事完了。
- 1990年（平成2年）10月14日 - 西側フェンス新設及び下水道工事完了。
- 1992年（平成4年）12月23日 - 中館屋上を全面コーディング完了。
- 1993年（平成5年）3月31日 - 給食室に、トイレとシャワールーム増設する。
- 1995年（平成7年）
  - 2月15日 - 創立70周年記念集会挙行。
  - 3月20日 - 渡り廊下の屋根ふき替え工事。
  - 5月8日 - 運動場整備作業（甲府市）。
- 1997年（平成9年）10月17日 - 中館1階に、コンピュータ室開設。
- 1998年（平成10年）
  - 6月19日 - 北館1階に、地域開放教室開設。
  - 8月30日 - 中館ホールを改修し、中館フリースペース設置。
- 1999年（平成11年）11月25日 - 先進的教育用ネットワークモデル事業として、インターネット端末設備設置。
- 2001年（平成13年）10月29日 - コンピュータを、コンピュータ室に30台、4学年から6学年の各教室に2台ずつ設置。
- 2002年（平成14年）
  - 2月5日 - 正門改修工事及び校章・校歌碑補修工事。
  - 8月12日 - 給食室改修。
- 2003年（平成15年）
  - 2月14日 - 中庭雨水配水管埋設工事。
  - 2月20日 - 校庭防災用貯水槽埋設工事。
  - 2月27日 - 体育館塗装改修工事。
  - 2月28日 - パソコン用大型ディスプレイ設置。
  - 8月1日 - 校庭散水栓工事。同日、水洗式トイレ工事。
  - 11月15日 - 土曜参観・地区文化祭・バザー実施。
- 2004年（平成16年）
  - 3月26日 - 北館普通教室を中館へ移動。
  - 12月3日 - 80周年記念航空写真撮影。
  - 12月6日 - 80周年記念事業として、「地球のステージ」実施。
- 2005年（平成17年）
  - 2月15日 - 創立80周年記念集会開催。
  - 8月31日 - コンピュータ室41台のコンピュータリース替え。
- 2006年（平成18年）
  - 2月5日 - 「けやきパトロール」PTAで始動。
  - 3月22日 - 朝日地区「子ども見守り隊」発足。
  - 8月20日 - 特別教室にFFストーブ設置。同日、緊急通報システム設置。
- 2008年（平成20年）6月19日 - プール塗装面の張り替え工事完了。
- 2009年（平成21年）
  - 2月23日 - あかめやなぎ下の丸太架台設置。
  - 6月17日 - すべり台設置完了。
- 2010年（平成22年）
  - 3月11日 - ジャングルジム設置完了。
  - 3月19日 - 低鉄棒設置完了。
  - 8月26日 - 新校舎建設着工。
- 2011年（平成23年）8月26日 - 新校舎完成。
- 2012年（平成24年）
  - 1月 - この月から3月までの期間に、給食室・体育館・外構が完成。
  - 4月1日 - 校舎・給食室・体育館完成を祝う会を挙行。同日から、給食民間業務委託開始。
- 2013年（平成25年）11月18日 - 校庭改修工事着工。
- 2014年（平成26年）1月27日 - 校庭改修工事完了。
- 2015年（平成27年）2月12日 - 「創立90周年を祝う会」挙行。
- 2018年（平成30年）6月1日 - プール循環機設置し、使用開始。

## 学区
出典
- 朝日2丁目
- 朝日3丁目
- 朝日5丁目
- 美咲1丁目
- 塩部1丁目
- 塩部2丁目
- 塩部3丁目
- 塩部4丁目

## 進学先中学校
出典
- 甲府市立北中学校

## 学校周辺
- 朝日悠々館 - 敷地が隣接。
- 相川
- 甲府年金事務所 - 甲府市道をはさんで、敷地が隣接。
- 県営塩部第一団地 - 甲府市道をはさんで、敷地が隣接。
- （私立）認定こども園朝日幼稚園 - 進学前幼稚園のひとつ。
- 山梨県立甲府工業高等学校 - 敷地が隣接。
- 駿台甲府高等学校
- 法光寺 - 相川をはさんで、敷地が隣接。
  - 周辺には、法光寺以外の寺院も点在。
- 桃岳禅院
- 独立行政法人地域医療機能推進機構山梨病院
- 山角病院
- 慶長院
- 学校法人慶明学園慶明幼稚園 - 進学前幼稚園のひとつ。

## アクセス
- 山梨交通
  - 45系統「HighSchoolライナー」で、「朝日小学校入口」バス停より、学校正門まで、
    - 一高前行のりばから、徒歩約435m・約7分。
    - 鰍沢営業所行のりばから、徒歩約390m・約6分。
      - ただし、一高前行は朝の2本、鰍沢営業所行は夕方の2本のみの運行。

  - 「01」・「02」・「03」・「04」・「06」・「08」・「26」・「58」の各系統て、「山梨病院」バス停から、徒歩約455m・約7分。
    - ただし、「山梨病院」バス停は、甲府駅バスターミナル・甲府市役所方面行の片方向のみ停車。

  - 逆方向の甲府市役所・甲府駅バスターミナル方面発のバス利用時は、「一高前」停留所（県道6号線上）下車後、相川左岸土手経由で、徒歩約420m・約6分。